# Dolichallabes microphthalmus
Dolichallabes microphthalmus — єдиний вид роду Dolichallabes родини Кларієві ряду сомоподібних.

## Опис
Загальна довжина досягає 25 см. Голова широка, сплощена зверху, череп зменшено. Очі маленькі. Є 2 пари коротеньких вусів. Нижня губа трохи довша за верхню. Тулуб подовжений, вугреподібний. Спинний, хвостовий та анальний плавці є безперервний, утворюють один довгий плавець. Грудні плавці доволі маленькі.

## Спосіб життя
Є демерсальною рибою. Віддає перевагу прісним водоймам. Цей сом активний вночі. Вдень ховається серед порід прибережної зони або коренів і гілок дерев. Живиться дрібними водними організмами та їхніми личинками.

## Розповсюдження
Мешкає у нижній та середній частині басейну річки Конго.